# Malapterurus tanoensis
Malapterurus tanoensis es una especie de peces de la familia Malapteruridae en el orden de los Siluriformes.

## Morfología
• Los machos pueden llegar alcanzar los 26 cm de longitud
total.
- Número de  vértebras: 41-43.[1]

## Hábitat
Es un pez de agua dulce.

## Distribución geográfica
Se encuentran en África: río Tano a la frontera entre Costa de Marfil y Ghana.